# Miquel Àngel Múrcia i Cambra
Miquel Àngel Múrcia i Cambra é um professor de Composição Europeu sobre a faculdade de um Conservatório de Música Avançada . Sua experiência inclui uma Licenciatura em História Contemporânea e é agora um estudante de doutoramento em História. Ele é conhecido hoje em dia como um "grande expoente da eletroacústica na Europa", graças à sua enorme música eletroacústica, audiovisual, música de câmara e estreias de conjunto nos últimos anos em vários países europeus.. Sua música é publicado em partituras impressas e incluído em inúmeras compilações de música espanhola contemporânea] " (Coleccion-AMEE, Miniaturas25)
Ele recebeu comissões de muitos países e, entre seus muitos trabalhos estreou o mais notável são os únicos para o "Museu Magritte", na Bélgica, durante o período de 2009-2010. Ele também estreou em muitos festivais importantes, como o SIMA FountCourt (França, Dijon) , em 2011 e no "Festival de Talentos"  parte da prestigiada Berlinale (Berlim). Ele tem participado ativamente nos dias 17, 18 e 19 (2010-2012) "Festivais Internacionais Meeting Point" e sua música foi incluída no programa regular de Phonos Barcelona  e Carnegie Ensembe Contemporany (EUA 2012)  Além disso, Miquel Àngel Múrcia i Cambra está a trabalhar para relançar um estudo crítico dos românticos musicais compositor Josep Melcior Gomis. Ele faz parte da Associação Espanhola de Música Eletrônica .